# Šuto Orizari
Šuto Orizari (makedonsko Шуто Оризари ), pogovorno Šutka (Шутка), je predel Skopja. Je sedež istoimenske občine, ene od desetih, ki tvorijo mesto Skopje.
Je edina makedonska občina, v kateri večinsko prebivalstvo predstavljajo Romi. Ima romsko lokalno upravo in romščino kot uradni jezik. Predel velja za kulturno prestolnico makedonskih Romov.

## Zgodovina
Ime »orizari« pomeni »riževa polja«. Do sredine 20. stoletja je bilo to podeželsko naselje z večinsko makedonskim prebivalstvom, ki se mu je sčasoma približevalo rastoče Skopje. Odločilen za nastanek današnje četrti je bil potres leta 1963, ki je porušil okoli 80 % mesta vključno s pretežno romskimi četrtmi, kot je bila Topaana. Načrtovalci obnove mesta so prebivalce dotedanjih revnejših predelov sprva hoteli preseliti v sodobnejša blokovska naselja, ko pa večina romskih prebivalcev novih nastanitev ni sprejela, so jim dodelili nenačrtovano sosesko na mestnem obrobju. Prvi nastanitveni objekti so bile kovinske barake, ki so jih donirale ZDA; nekatere od njih so v uporabi še danes, številne pa so tudi zidane stavbe, ki so jih prebivalci zgradili z zaslužki od dela v tujini.
Samostojna občina Šuto Orizari je bila ustanovljena leta 1996 iz istoimenskega predela Skopja ter sosednjih vasi Gorno in Dolno Orizari.

## Prebivalstvo
Po podatkih popisa leta 2002 je imela skopska četrt Šuto Orizari 15.353 prebivalcev:
- Romi: 13.201,
- Albanci: 1205,
- Makedonci: 481,
- Bošnjaki: 138,
- Turki: 49,
- Srbi: 34,
- drugo: 245.

Število prebivalcev občine Šuto Orizari je bilo 17 357. V naselju Gorno Orizari so pretežno prebivalstvo Makedonci, v naselju Dolno Orizari pa Albanci.